# Joeri Rjazanov
Joeri Sergejevitsj Rjazanov (Russisch: Юрий Сергеевич Рязанов) (Vladimir, 21 maart 1987 - district Sobinski (oblast Vladimir), 20 oktober 2009) was een Russisch gymnast.
Rjazanov werd Russisch kampioen turnen, meerkamp,  in 2007 en 2009. Op zowel het Europees kampioenschap als het Wereldkampioenschap won hij individueel een bronzen medaille in de meerkamp en met het Russische team won hij goud op het EK 2008 en het WK 2006. Hij nam deel aan de Olympische Zomerspelen 2008. Op 20 oktober 2009 kwam hij om het leven bij een verkeersongeluk.